# Isenbergplatz
Der Isenbergplatz ist ein zentraler Platz im Essener Südviertel, der als Schwerpunkt der Essener Künstlerszene wahrgenommen wird und sich als gastronomisches Stadtteilzentrum etabliert hat. Neben alteingesessenen Cafés und Bars, einer großen Spielplatzanlage sowie Second-Hand-Geschäften haben sich Designerläden angesiedelt. Die Kneipen, Restaurants und Cafés im Viertel unterscheiden sich von der Systemgastronomie, die in der nahen Innenstadt Essens zu finden ist.
In der Nähe des Platzes befindet sich das Aalto-Theater, die Philharmonie und der Essener Stadtgarten. In der Mitte des Platzes befindet sich ein im Jahr 2007 geschaffenes Denkmal für den Essener Straßenkünstler Günni Semmler.

## Geschichte
Der Platz ist städtebaulich zu Beginn der 1970er Jahre entstanden, als die Fläche zwischen der Kreuzung der Durchgangsstraßen Isenbergstraße und Rellinghauser Straße und den einmündenden Straßen Beethoven- und Emilienstraße dem Straßenverkehr entzogen, mit einem Spielplatz bebaut und überwiegend begrünt wurde. 
Am 12. September 2012 erhielt der Isenbergplatz, der bis dahin mit dieser Bezeichnung nur von Anwohnern so genannt wurde, offiziell seinen Namen.